# Ацидоза
Ацидозата е състояние, при което се намалява концентрацията на алкални съединения в кръвта и се повишава киселинността.

## Причини и симптоми
Aцидозата може да се дължи на редица причини и заболявания като бъбречна тубуларна ацидоза, бъбречни заболявания, гладуване, депресия, диабетна кетоацидоза, захарен диабет, лактатна ацидоза, митохондриална миопатия, цистиноза (натрупването на цистинови кристали в различни тъкани), дефицит на хидроксиацил КоА дехидрогеназа (тип 2), хипоксия, хронична обструктивна белодробна болест, белодробни заболявания и др.
Ацидозата при бъбречните заболявания протича безсимптомно. Установява се с AKR. Това е кръвно-газов анализ. Пробата се взема от ухото. Когато BE (бикарбонатите) е под 22 става въпрос за ацидоза.

## Лечение
Лечението е с прием на сода бикарбонат, но и това зависи от стойностите. Може да се наложи и вливки на бикарбонат при много ниски стойности. По време на приемането на бикарбонат се проследява AKR.